# Germán Porras
Germán Alberto Porras Mora es un director de cine y televisión colombiano nacido en Bogotá, Colombia, el 18 de abril de 1966.

## Biografía
Comunicador social de la Universidad Jorge Tadeo Lozano de Bogotá, Colombia, especializado en producción de televisión, Egresado de la Escuela Internacional de Cine y Televisión de San Antonio de los Baños Cuba. Durante 20 años como director ha dirigido infinidad de proyectos para el "prime time" en Colombia; el éxito lo certifican los premios y nominaciones que año tras año, le han otorgado a sus producciones, (premio Simón Bolívar y premio TV y Novelas). En 2010 recibió el premio India Catalina como mejor director, otorgado por el Festival Internacional de Cine de Cartagena. Sus productos son reconocidos en América Latina, Estados Unidos, Europa y en el Medio Oriente. Durante 16 años se desempeñó como director general de dramatizados en el Canal Caracol de Colombia, en donde se realizaron productos importantes para Sony Entertainment Televisión y Cadena 3 de México.
Actualmente se desempeña como director de ficción y entretenimiento para el CANAL RCN Colombia.

## Televisión
| Año  | Programa                                    | País           | Cadena                                           | Notas                         |
| 2016 | MasterChef                                  | México         | TV Azteca-5&6 Producciones                       |                               |
| 2015 | MasterChef Junior                           | Colombia       | Shine Latino - RCN                               |                               |
| 2015 | MasterChef                                  | México         | Shine Latino - TV Azteca                         |                               |
| 2015 | Sony Music Andes                            | Colombia       | GP producciones                                  |                               |
| 2015 | MasterChef                                  | Colombia       | Shine Latino - RCN - TLC                         |                               |
| 2014 | Ruta 35                                     | Estados Unidos | Venevisión - Univisión                           |                               |
| 2014 | Sony Music y Tigo Music                     | Colombia       | GP producciones - TV Une                         |                               |
| 2013 | La Madame                                   | Colombia       | RTI Producciones - Televisa                      |                               |
| 2012 | La ruta blanca                              | Colombia       | Caracol Televisión - Cadena 3 México             |                               |
| 2011 | Primera dama (telenovela colombiana)        | Colombia       | Caracol Televisión                               |                               |
| 2010 | Amar y temer                                | Colombia       | Caracol Televisión - Sony Pictures Entertainment | Nominada mejor serie del año  |
| 2010 | Secretos de familia (telenovela colombiana) | Colombia       | Caracol Televisión                               |                               |
| 2009 | La bella Ceci y el imprudente               | Colombia       | Caracol Televisión                               | Premio Director del año       |
| 2008 | Vecinos (telenovela)                        | Colombia       | Caracol Televisión                               | Nominado Director del año     |
| 2007 | Montecristo (telenovela colombiana)         | Colombia       | Caracol Televisión                               |                               |
| 2007 | Nadie es eterno en el mundo                 | Colombia       | Caracol Televisión                               | Nominado Director del año     |
| 2006 | Criminal                                    | Colombia       | Caracol Televisión                               |                               |
| 2006 | La ex                                       | Colombia       | Caracol Televisión                               | Nominada mejor novela del año |
| 2005 | Por amor a Gloria                           | Colombia       | Caracol Televisión                               | Nominado Director del año     |
| 2004 | La saga, negocio de familia                 | Colombia       | Caracol Televisión]]                             | Premio TV y Novelas           |
| 2003 | Me amarás bajo la lluvia                    | Colombia       | Fox Telecolombia - RCN Televisión                |                               |
| 2002 | El precio del silencio                      | Colombia       | Fox Telecolombia - RCN Televisión                |                               |
| 2000 | Alejo, la búsqueda del amor                 | Colombia       | Caracol Televisión                               |                               |
| 1999 | Juliana, ¡qué mala eres!                    | Colombia       | Caracol Televisión                               |                               |
| 1998 | Dios se lo pague (telenovela)               | Colombia       | Caracol Televisión                               | Premio Simón Bolívar          |
| 1997 | Las ejecutivas                              | Colombia       | Caracol Televisión                               |                               |
| 1996 | La sombra del deseo                         | Colombia       | Caracol Televisión                               |                               |
| 1995 | Candela (telenovela)                        | Colombia       | Caracol Televisión                               |                               |
| 1994 | Mi generación                               | Colombia       | Caracol Televisión                               |                               |
| 1994 | Ifigenia                                    | Colombia       | Producciones Cinevisión                          |                               |

## Premios
2010
- Premio India Catalina como mejor Mejor Director de Telenovela por "La bella Ceci y el imprudente" otorgado por el Festival Internacional de Cine de Cartagena, Colombia.

1998
- Premio Simón Bolívar, Colombia.